# Antonio Pisanello
Pisanello, pravog imena Antonio di Puccio Pisano (Pisa, 1395. – Rim, između 14. srpnja i 31. kolovoza 1455.) bio je talijanski slikar i medaljer kasne gotike.

## Život i djelo
Pisanello je radio u Mantovi, Rimu, Milanu, Ferrari i Napulju, te Veneciji, gdje je zajedno s Gentileom da Fabrianom izveo freske u Duždevoj palači. 
Sačuvani slikarski radovi ubrajaju ga u vrsnog kasnogotičkog slikara, kao što su freske Blagovijest u crkvi San Fermo u Veroni (1422. – 26.) i Sv. Juraj i princeza od Trebizonda u crkvi sv. Anastazije u Veroni (1437. – 38.) te slike Portret princeze d’Este (1438.) i Portret Leonella d’Este (1440.) odaju duh internacionalne gotike, dok se velik broj sačuvanih crteža, osobito prikazi životinja, u različitim tehnikama, odlikuju elegantnim poetskim realizmom (npr. Leopard, oko 1440.).
Nadahnut antičkom umjetnošću i radovima zapadno francuskih i burgundskih zlatara, začetnik je medaljerstva. Sačuvanih oko 30 medalja s elegantnim likovima suvremenika najavljuje renesansni portret. Reljefno izveden portretirani lik redovito je prikazan u profilu, a na naličju je realistična alegorijska figura ili prizor povezan s prikazanom ličnošću. Najpoznatiji je onaj Gianfrancesca Gonzage, a ostali znameniti su: Ivan VIII. Paleolog, 1438.; Filippo Maria Visconti, 1441. – 42.; Pier Candido Decembrio, 1448.

### Galerija odabranih djela
- Kralj Sigismund, 1433., tempera na drvu, 58,5 × 42 cm, Kunsthistorisches Museum, Beč
- Portret princeze d'Este, 1435.-1449., tempera na drvu, 43 × 30 cm, Louvre, Pariz
- Cecilia Gonzaga (prednja strana), Nevinost i jednorog u monolitnom pejzažu (stražnja strana), 1447., olovo, Nacionalna galerija u Washingtonu
- Sv. Juraj i princeza od Trebizonda u crkvi sv. Anastazije, 1436.-38., Verona
- Lionello d'Este, 1441., tempera na drvu, 28 × 19 cm, Accademia Carrara